# Eupithecia anticaria
Eupithecia anticaria là một loài bướm đêm trong họ Geometridae.